# Vlag van Derbyshire
De vlag van Derbyshire is de vlag van het Engelse graafschap Derbyshire. Gemaakt in 2006, is de vlag vervolgens geregistreerd bij het Flag Institute en toegevoegd aan hun UK Flags Register.

## Geschiedenis
De creatie van de vlag kwam tot stand als resultaat van een functie in de ontbijtshow van Andy Whittaker op BBC Radio Derby in 2006. Jeremy Smith, een luisteraar die het prominente gebruik van Saint Piran's Flag had opgemerkt tijdens een bezoek aan Cornwall, wilde weten of Derbyshire een gelijkwaardig symbool had. Omdat er geen vlag bestond om het graafschap te vertegenwoordigen, werd er een campagne gelanceerd om er een te ontwerpen met behulp van suggesties van luisteraars. De voltooide vlag, ontworpen door Martin Enright uit Derby, werd onthuld op 22 september 2006. Op verschillende locaties in het graafschap, waaronder Derby, Ripley, Ashbourne en Buxton, werden op die dag ceremonies gehouden ter gelegenheid van het eerste ontvouwen van de vlag.

## Ontwerp
De vlag heeft een groen kruis op een blauwe achtergrond. Deze kleuren werden gekozen om respectievelijk het groene landschap van Derbyshire en zijn rivieren en stuwmeren weer te geven. In het midden van de vlag staat een Tudorroos, die sinds de 15e eeuw het provinciekenteken is. De roos is goudkleurig in plaats van het meer gebruikelijke rood en wit, deels om te onderscheiden van de emblemen van Yorkshire en Lancashire; het zou ook kwaliteit moeten symboliseren.